# Salsola tianschanica
Salsola tianschanica är en amarantväxtart som beskrevs av Viktor Petrovitj Botjantsev. Salsola tianschanica ingår i släktet sodaörter, och familjen amarantväxter. Inga underarter finns listade i Catalogue of Life.